# Josip Dubrović
Josip Dubrovič (19. maj 1972, Osijek), hrvaški ugankar.

## Življenjepis
Osnovno šolo in elektrostrojno tehniško srednjo šolo je končal v Osijeku. Bil je zaposlen kot ključavničar, prodajalec in grafični delavec. Danes se poklicno ukvarja z ugankarstvom, kot urednik zagrebškega ugankarskega časopisa Kviskoteka, hkrati pa sodeluje v drugih ugankarskih časopisih, ki jih izdaja Robert Pauletić. Je velik zaljubljenec v šport, največ v nogomet in je član navijaške skupine Kohorta, podpornikov NK Osijek. Športno je aktiven, kot eden izmed igralcev in ustanoviteljev Badmintonskega kluba »Osijek« (leta 1992). Je med ustanovnimi člani osiješkega ugankarskega kluba »ZAKOS« leta 2012, kjer opravlja dolžnost predsednika kluba.
Je poročen in ima sina Frana.

## Ugankarska dejavnost
Z ugankarstvom se ukvarja od leta 1987, najprej kot reševalec in pozneje, kot sestavljalec ugank, prvenstveno križank. Prvo uganko, križanko je objavil v Miničvoru leta 1989, ki je izhajal v Bjelovaru v okviru Ugankarskega združenja Čvor. Do danes je objavil več kot 3000 ugank, prvenstveno križank in osmerosmerk. Objavlja pretežno v hrvaških ugankarskih časopisih Feniks, Kviz križaljka, Kviskoteka, 50 skandi, 101 skandi, Kvizorama, Osmosmjerka, Skandi Čvor, Skandi Feniks, Zagonetka (Zvornik). Občasno objavlja tudi v neugankarskih časopisih in revijah, kot so Glas Slavonije, Multimedia info, Oglasnik (Osijek), Osječki dom, Slavonska burza, Slobodna Dalmacija.
Deloval je tudi kot glavni in odgovorni urednik, hkrati pa kot eden najpomembnejših sodelavcev ugankarskega časopisa »Slova do krova« (Črke do strehe) v letu 2002, kjer je uredil 8 številk. Pozneje je urednikoval tudi revijo »Talijanske« (Italijanske križanke). Je reden udeležencev ugankarskih srečanj, predvsem SOZAH (Srečanje ugankarjev in reševalcev Hrvaške), kjer je bil kot predsednik ZAKOSa leta 2012 glavni organizator srečanja v Osijeku. Je reden udeleženec ugankarskih srečanj Enigmatski vlak, Enigmatska kolonija v Somborju, Una v Bihaću, Susreti enigmata Srbije (Srečanja ugankarjev Srbije) in se udeležuje raznih ugankarskih tekmovanj. Je udeleženec televizijskega kviza Najslabija karika (The Weakest Link).
Svoja dela podpisuje s psevdonimi Ćos, Dujo, Fran, Kohortaš, Luka.

## Izbrane uganke
- Anagram

A, KRASNA DALEKOVIDNOST! 
Rešitev: Aleksandar Kostadinov (urednik zabavnega programa), objavljena v Feniksu 275, 23.6.2005
- Logogrifni anagram (dopolnjevanka) (+H)

EKSTRAVAGANTNA GOMILO!  Rešitev: HRVATSKA NOGOMETNA LIGA (Hrvaška nogometna liga), objavljena v Feniksu 278, 4.8.2005